# Classe Gueydon
La classe Gueydon est une classe de croiseurs cuirassés de la marine française.

## Navires de la classe
| Nom             | Lancement         | Service effectif   | Fin de carrière      | Photo |
| --------------- | ----------------- | ------------------ | -------------------- | ----- |
| Gueydon         | 20 septembre 1899 | 1er septembre 1903 | détruit en 1943      |       |
| Montcalm        | 20 mars 1900      | 24 mars 1902       | détruit en 1943      |       |
| Dupetit-Thouars | 5 juillet 1901    | 28 août 1905       | coulé le 7 août 1918 |       |